# 大布格韦德尔
大布格韦德尔（德語：Großburgwedel，發音：[ˈɡʁoːsbʊʁkˌveːdl̩]）是德国下萨克森州布格韦德尔的市辖区，面积21.63平方千米，2007年1月1日人口为10,306人，是布格韦德尔的行政中心及最大的市辖区。大布格韦德尔原为一独立市镇，1974年3月1日，大布格韦德尔与另外6个市镇合并为新市镇布格韦德尔。